# Cephalaeschna
Cephalaeschna is een geslacht van libellen (Odonata) uit de familie van de glazenmakers (Aeshnidae).

## Soorten
Cephalaeschna omvat 16 soorten:
- Cephalaeschna acutifrons (Martin, 1909)
- Cephalaeschna aritai Karube, 2003
- Cephalaeschna chaoi Asahina, 1982
- Cephalaeschna dinghuensis Wilson, 1999
- Cephalaeschna klapperichi Schmidt, 1961
- Cephalaeschna klotsi Asahina, 1982
- Cephalaeschna masoni (Martin, 1909)
- Cephalaeschna needhami Asahina, 1981
- Cephalaeschna obversa Needham, 1930
- Cephalaeschna orbifrons Selys, 1883
- Cephalaeschna patrorum Needham, 1930
- Cephalaeschna risi Asahina, 1981
- Cephalaeschna shaowuensis Xu, 2006
- Cephalaeschna triadica Lieftinck, 1977
- Cephalaeschna viridifrons (Fraser, 1922)